# Philippe Perrin
Philippe Perrin (Meknes (Marokko), 6 januari 1963) is een Frans voormalig ruimtevaarder. In 1996 werd hij door de Franse ruimtevaartorganisatie CNES geselecteerd om te trainen als astronaut.
Perrin’s eerste en enige ruimtevlucht was STS-111 met de spaceshuttle Endeavour en vond plaats op 5 juni 2002. Tijdens de missie werden bemanningsleden en materiaal naar het Internationaal ruimtestation ISS gebracht. Tijdens zijn missie maakte hij drie ruimtewandelingen.
In 2004 ging hij als astronaut met pensioen en begon bij Airbus als testpiloot. 